# Acvatoriu
Prin acvatoriu, sau acvatoriu portuar se înțelege totalitatea suprafețelor de apă adăpostite, natural sau prin lucrări hidrotehnice, care asigură buna funcționare a portului și sunt incluse în limitele sale.
Acvatoriul este format din:
- radă
- bazine portuare

Acvatoriile se clasifică după diverse criterii:
- acvatoriu fluvial sau acvatoriu maritim;
- acvatoriu agitat sau acvatoriu liniștit (etc.)

Nu toate acvatoriile sunt adăpostite, limitele lor fiind stabilite convențional, de autoritățile portuare.
Tuturor navelor de croazieră și de transport pasageri în trafic internațional, indiferent de pavilion, care staționează în zona de activitate a unui port li se aplică Tariful de acvatoriu. 
Tariful de utilizare acvatoriu de către ambarcațiuni ușoare se aplică tuturor ambarcațiunilor care:
- staționează în rada portului sau bazine portuare;
- acostează la mal natural, la cheurile terților sau cele concesionate

Cuvântul acvatoriu mai are și un alt înțeles:
A fost înființată Rezervația marină 2 Mai - Vama Veche. Scopul ei este definit astfel:
“Acvatoriul litoral marin Vama Veche – 2 Mai” este o arie marină protejată destinată gospodăririi durabile a mediului marin, conservării peisajului marin precum și a tradițiilor locale (turismul și pescăria durabilă)”.